# Список средневековых православных церквей в Армении
Список средневековых православных церквей в Армении — православные или халкидонитские церкви распространены в основном на севере Армении, в областях Лори и Тавуш.
Армянские области Лори и Тавуш были присоединены к Грузии царем Давидом IV Строителем между 1110—1123 годами. Параллельно со своей политикой религиозной терпимости, грузинские монархи тщательно и последовательно стремились обратить другие христианские конфессии, в частности григорианских армян, в халкидонизм, что породило тенденции к объединению грузинской и армянской церквей, в частности во время правления Давида Строителя и царицы Тамар. Между 1123—1125 годами был созван Руис-Урбнисский церковный собор, имевший своей целью обращение в диофизитство и интеграцию монофизитов после завоевания Северной Армении. После присоединения Грузии, Российская империя в 1811 году включила эти церкви в юрисдикцию Грузинского экзархата. Сегодня часть православных церквей находится в руинах, часть из них находится под юрисдикцией ААЦ.
Православные церкви в Армении, а именно в Лорийской области, ГПЦ считает частью Дманисской и Агарак-Таширской епархии; но фактически не контролирует их. Епархия Грузинской православной церкви в Армении желает получить официальный статус и право собственности на пять следующих монастырей: Ахтала, Кобайр, Хневанк, Худжаби и Киранци.

## Список церквей и монастырей
| Название                                                 | Картина | Статус               | Краткая информация | Координаты                      |
| -------------------------------------------------------- | ------- | -------------------- | --- | ------------------------------- |
| Монастырь Ахтала                                         |         | Под юрисдикцией ААЦ  | Основан армянской княгиней Мариам в 1188 году как монофизитский монастырь. Был передан халкидонитам в начале XIII века Иванэ Мхаргрдзели-Закаряном и перестроен.                                                                              | 41°09′02″ с. ш. 44°45′50″ в. д. |
| Монастырь Кобайр                                         |         | частично разрушенный | Основан Кюрикянами. Был передан армянам-халкидонитам в начале XIII века. | 41°00′18″ с. ш. 44°38′06″ в. д. |
| Монастырь Хневанк                                        |         | Под юрисдикцией ААЦ  | | 40°57′11″ с. ш. 44°35′03″ в. д. |
| Монастырь Худжаби                                        |         | бездействующий       | Находится на спорной границе. По словам официального Тбилиси, церковь расположена на территории, которая является частью грузинского государства. Однако соседний участок грузино-армянской границы контролируется армянскими пограничниками. | 41°12′39″ с. ш. 44°34′24″ в. д. |
| Монастырь Киранци                                        |         | частично разрушенный | Киранц не упоминается в исторических источниках. Косвенные данные свидетельствуют о том, что он был основан халкидонитом Авагом, сыном и наследником Иване Мхаргрдзели.                                                                       | 41°00′43″ с. ш. 44°59′25″ в. д. |
| Монастырь Срвеги                                         |         | частично разрушенный | | 40°57′55″ с. ш. 45°14′38″ в. д. |
| Акори                                                    |         | руины                | | 41°06′22″ с. ш. 44°36′28″ в. д. |
| Кош (или Кваш)                                           |         | Под юрисдикцией ААЦ  | |                                 |
| Монастырь Седви                                          |         | бездействующий       | Монастырь расположен на левой стороне дороги, ведущей из Акори в Качачкути. Судя по архитектурным особенностям, церковь должна быть датирована XIII веком.                                                                                    | 41°05′49″ с. ш. 44°35′10″ в. д. |
| Монастырь Тежаруики                                      |         | бездействующий       | | 40°35′52″ с. ш. 44°38′41″ в. д. |
| Оскипари                                                 |         | бездействующий       | По словам Вахушти, он находился в ущелье реки Агстев. Церковь построена предположительно в XIV-XV веках. На фресках есть несколько грузинских надписей.                                                                                       |                                 |
| т.н. нижняя церковь Мецавана (груз. Шаназари, Шахназари) |         | бездействующая       | | 41°12′05″ с. ш. 44°13′37″ в. д. |